# Monastère de Ljubostinja
Le monastère de Ljubostinja (en serbe cyrillique : Манастир Љубостиња ; en serbe latin : Manastir Ljubostinja) est un monastère orthodoxe serbe situé à Prnjavor, dans le district de Rasina et dans la municipalité de Trstenik en Serbie. Il est inscrit sur la liste des monuments culturels d'importance exceptionnelle de la république de Serbie (identifiant no SK 183),,.
Ljubostinja signifie « l'amour de la vie au désert ». Le monastère et son église sont dédiés à la Dormition de la Mère de Dieu,. Le monastère abrite une communauté de religieuses.

## Histoire
Le monastère a été fondé en 1388 par le prince Lazar Hrebeljanović, juste avant la bataille de Kosovo Polje. D’après la tradition, il a été construit à l’emplacement même où le prince Lazar avait rencontré pour la première fois la princesse Milica, qui allait devenir sa femme.
Pendant la bataille, le prince a été tué et Milica, entrée dans les ordres, s'est retirée à Ljubostinja avec les veuves des soldats serbes morts au combat. Elle en a fait sa dernière demeure et le monastère abrite encore sa tombe.
La première poétesse serbe, Jefimija (Jelena), compagne de Milica, y a également fini ses jours (après 1405). Elle y avait confectionné l'Ode au prince Lazar, tissée dans la soie. L'ouvrage est désormais conservé à Saint-Pétersbourg.
Au XVIIe siècle, Ljubostinja est devenu un centre culturel où l'on copiait des livres et où l'on peignait des miniatures extrêmement réputées.

## L’église et ses fresques

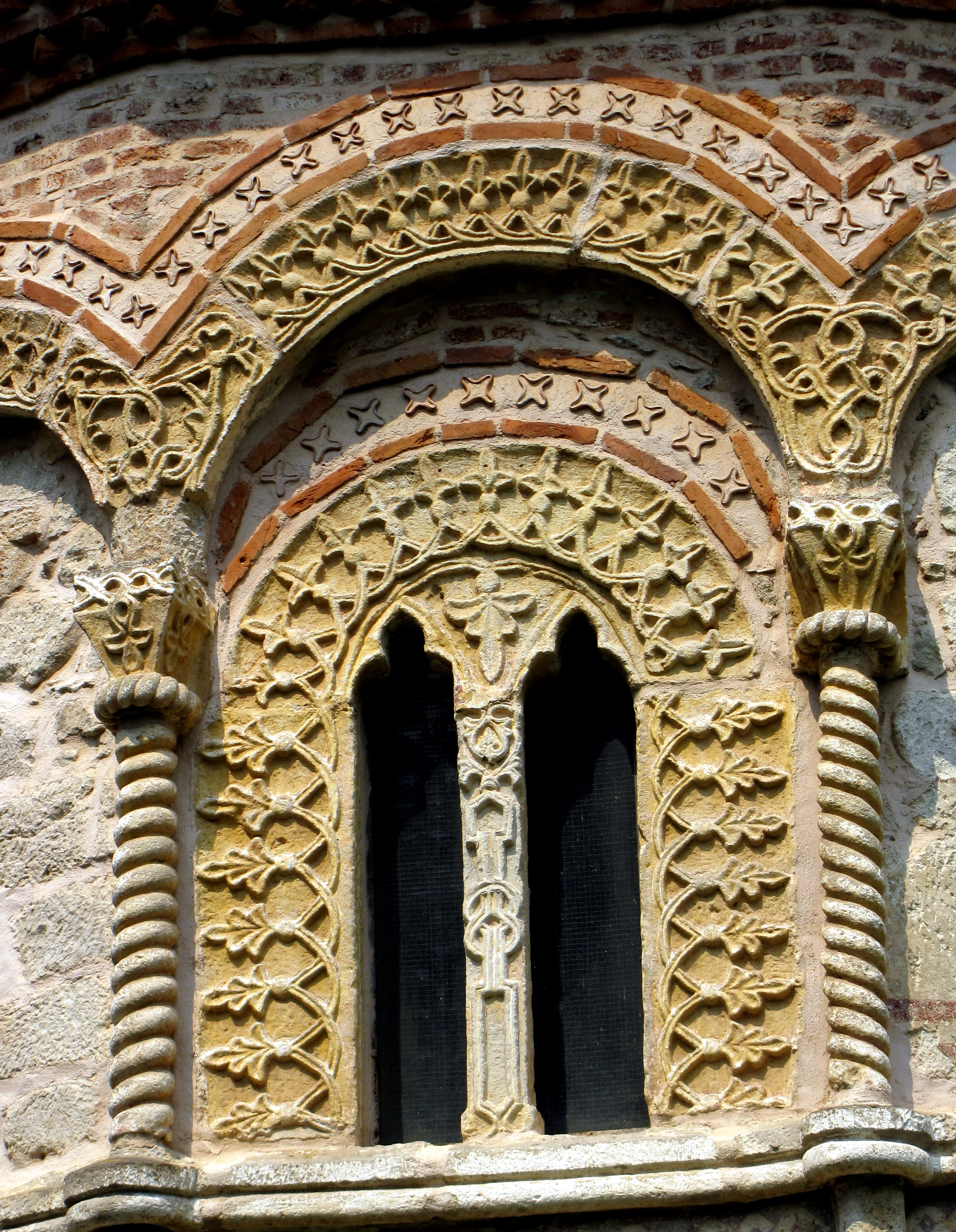
Détail de la décoration

L’église est dédiée à la Dormition de la Sainte-Mère-de-Dieu. Par son plan en forme de trèfle et son dôme reposant sur quatre piliers, elle est typique de l’école de la Morava. La décoration extérieure est très riche, avec des rosaces qui constituent une véritable dentelle de pierre.
À l’intérieur, quelques fresques d’origine ont survécu aux aléas de l’histoire. On y trouve représentés les prophètes de l’Ancien Testament.
En 1403, la princesse Milica invita le peintre Makarije de Zrze à embellir l’édifice. La famille du prince Lazar est représentée sur le mur occidental du narthex. On peut y voir le prince et Milica, avec le despote Stefan et son frère Vuk. Dans la nef, est peinte une Annonciation. On y trouve également des scènes représentant les miracles du Christ.

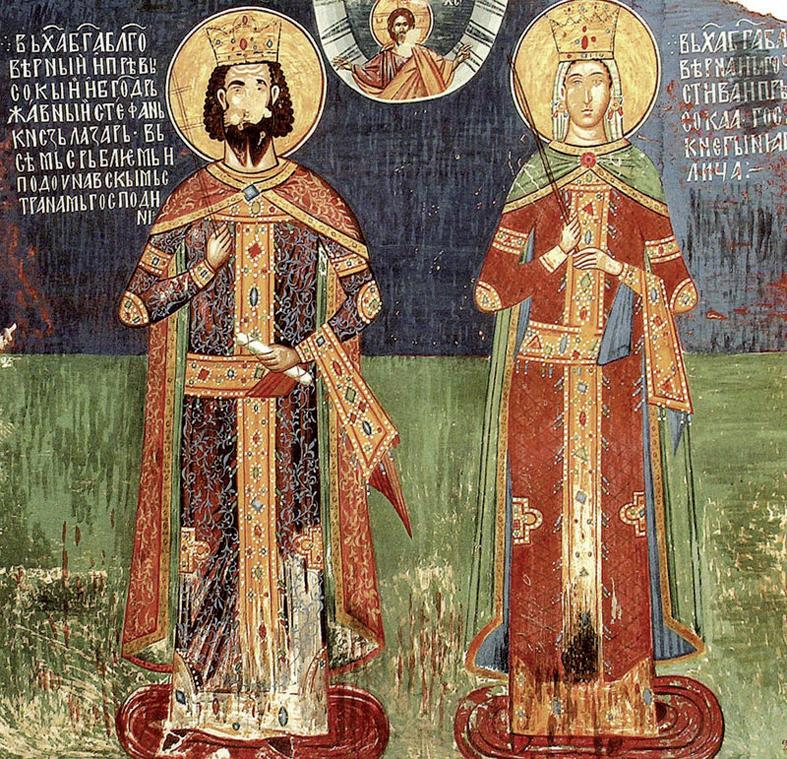
Le prince Lazare et la princesse Milica
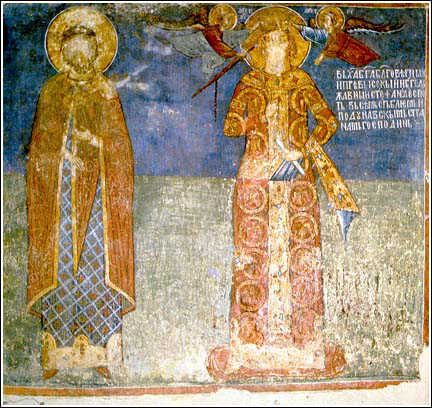
Vuk et Stefan Lazarević